# Terina ochroptera
Terina ochroptera är en fjärilsart som beskrevs av Embrik Strand 1911. Terina ochroptera ingår i släktet Terina och familjen mätare. Inga underarter finns listade i Catalogue of Life.